# Rýžoviště zlata u Lipky
Rýžoviště zlata na horním toku Volyňky u vsi Lipka, která je administrativně částí města Vimperka v okrese Prachatice v Jihočeském kraji, je historické hornické dílo, zapsané od 6. prosince 1990 v Ústředním seznamu nemovitých kulturních památek České republiky. Lokalita s mnoha sejpy je součástí komplexu starých rýžovišť zlata v centrální části Šumavy, konkrétně v povodí Volyňky, Arnoštského, Hamerského a Kvildského potoka na území okresů Prachatice a Klatovy.

## Popis lokality
Historické rýžoviště zlata je nesouvislé pole rýžovnických sejpů, rozprostřených v nadmořské výšce 875 metrů na obou březích Volyňky při jižním okraji Lipky, zhruba 550 metrů jihozápadně od místní železniční a autobusové zastávky v centru obce. Archeologická lokalita se nachází vzdušnou čarou přibližně 2 km severně od pramene Volyňky a1 km od Světlohorské nádrže na jejím horním toku. Volyňka v těchto místech protéká údolím mezi šumavskými vrcholy Světlá hora (1124 m) a Šerava (1061) a od Lipky pokračuje dále na sever směrem k Vimperku.
Rýžoviště se nachází převážně na pravém břehu Volyńky, v jižní části se rozkládá na obou březích říčky. Je dlouhé přibližně 500 metrů a jeho šířka se pohybuje mezi 20 až 50 metry. Dno Volyňky je zde úzké s balvanitým dnem. Další sejpy je možné nalézt také na břehu bezejmenného pravostranného přítoku, který ústí do Volyňky v severní části památkově chráněné lokality. Některé sejpy, tj. hromady hlušiny, zbylé po rýžování zlata, jsou až dva metry vysoké.
Katastrální území Lipky, na němž se nachází historické rýžoviště zlata, je součástí Chráněné krajinné oblasti Šumava. Východně od archeologické lokality prochází severojížním směrem prakticky souběžně se současnou silnicí I. třídy č. 4 mezi Vimperkem a Strážným trasa tzv. Vimperské větve historické „solné“ Zlaté stezky, významné středověké obchodní trasy, spojující Bavorsko a České země. Trasu Zlaté stezky na českém území provází zhruba 30 km dlouhá stejnojmenná naučná stezka s 12 zastaveními, věnovanými mj. i historii těžby zlata v tomto regionu.

## Galerie

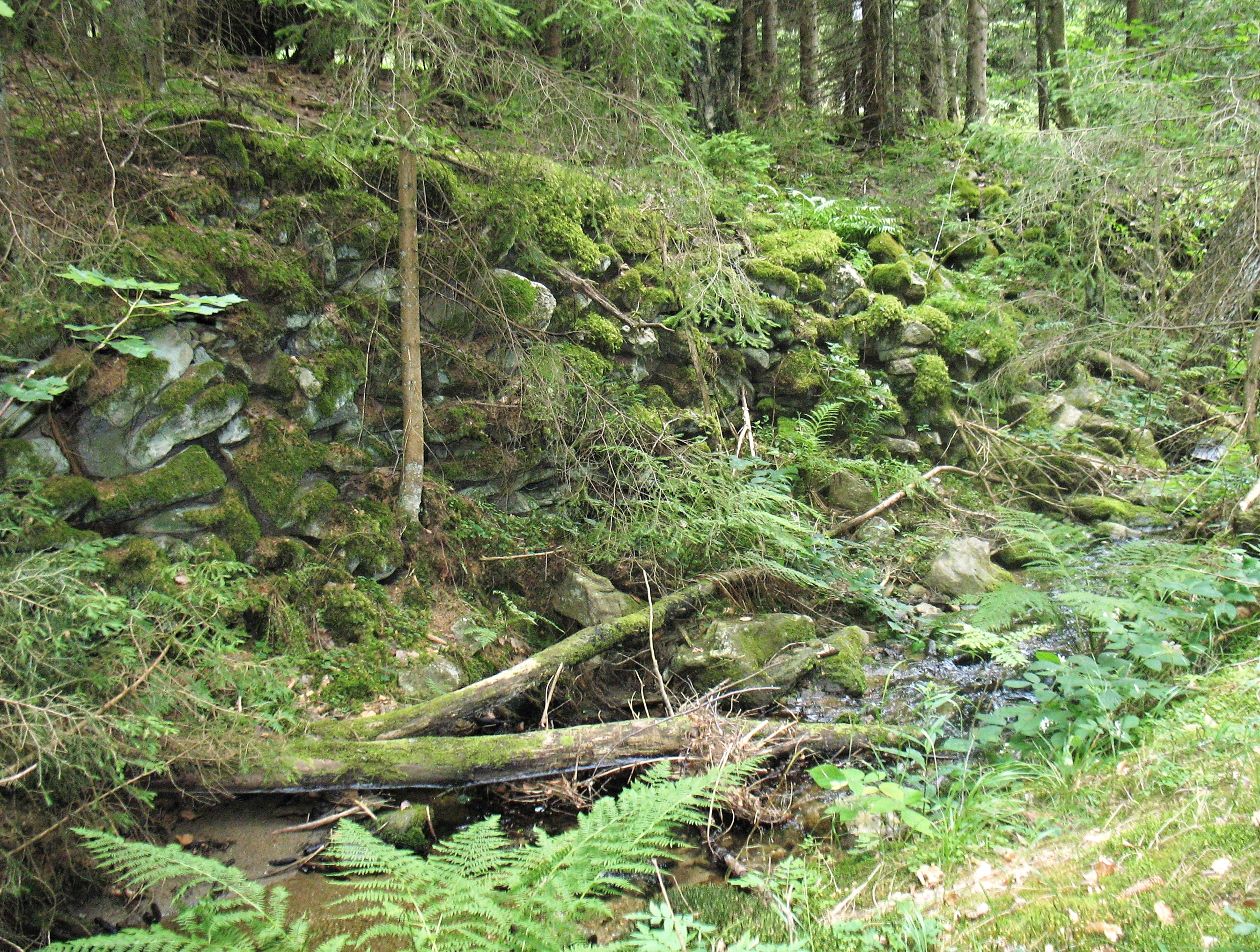
Staré vyzdění levého břehu Volyňky u rýžoviště
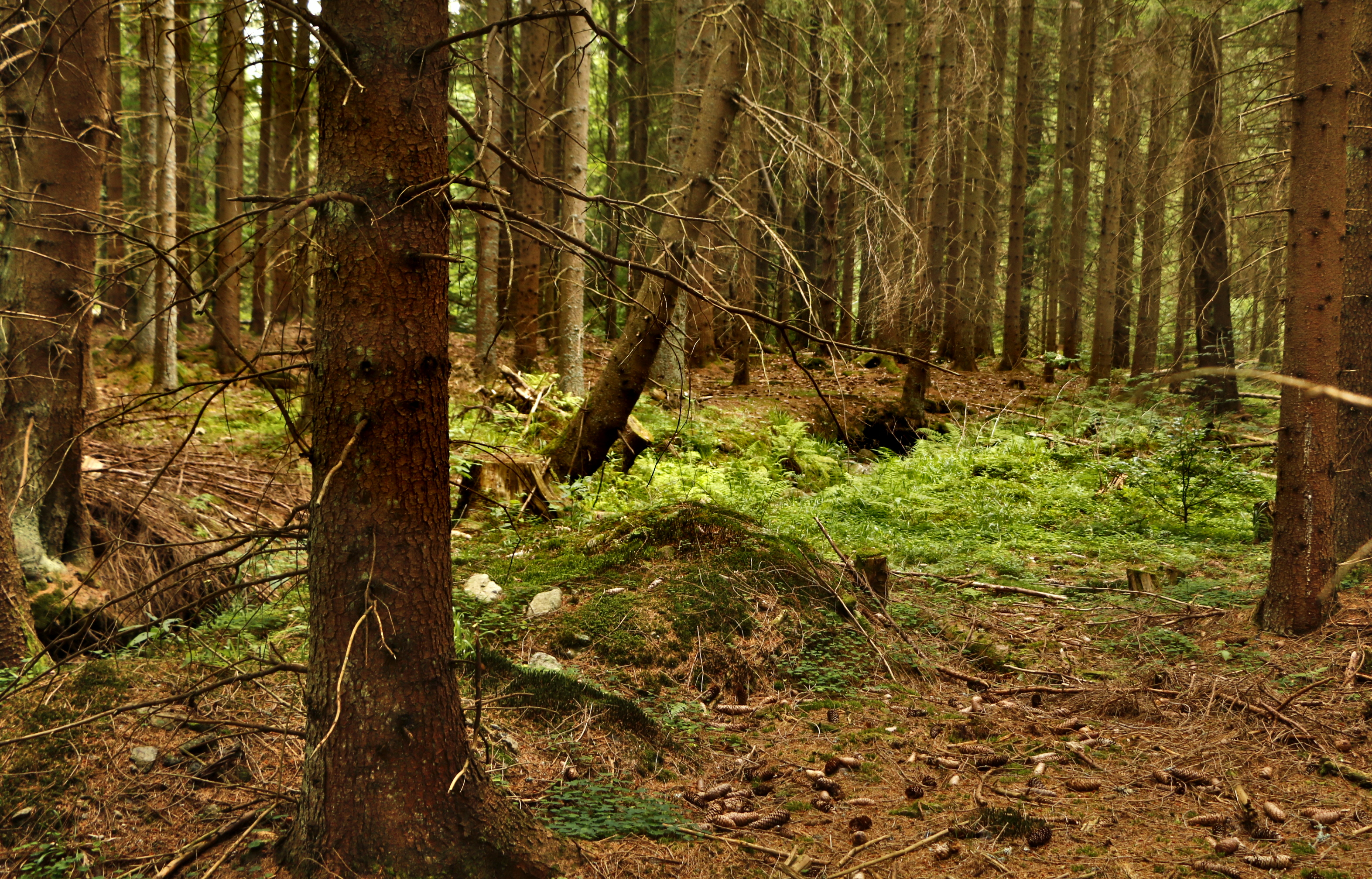
Sejpy v lese na pravém břehu říčky
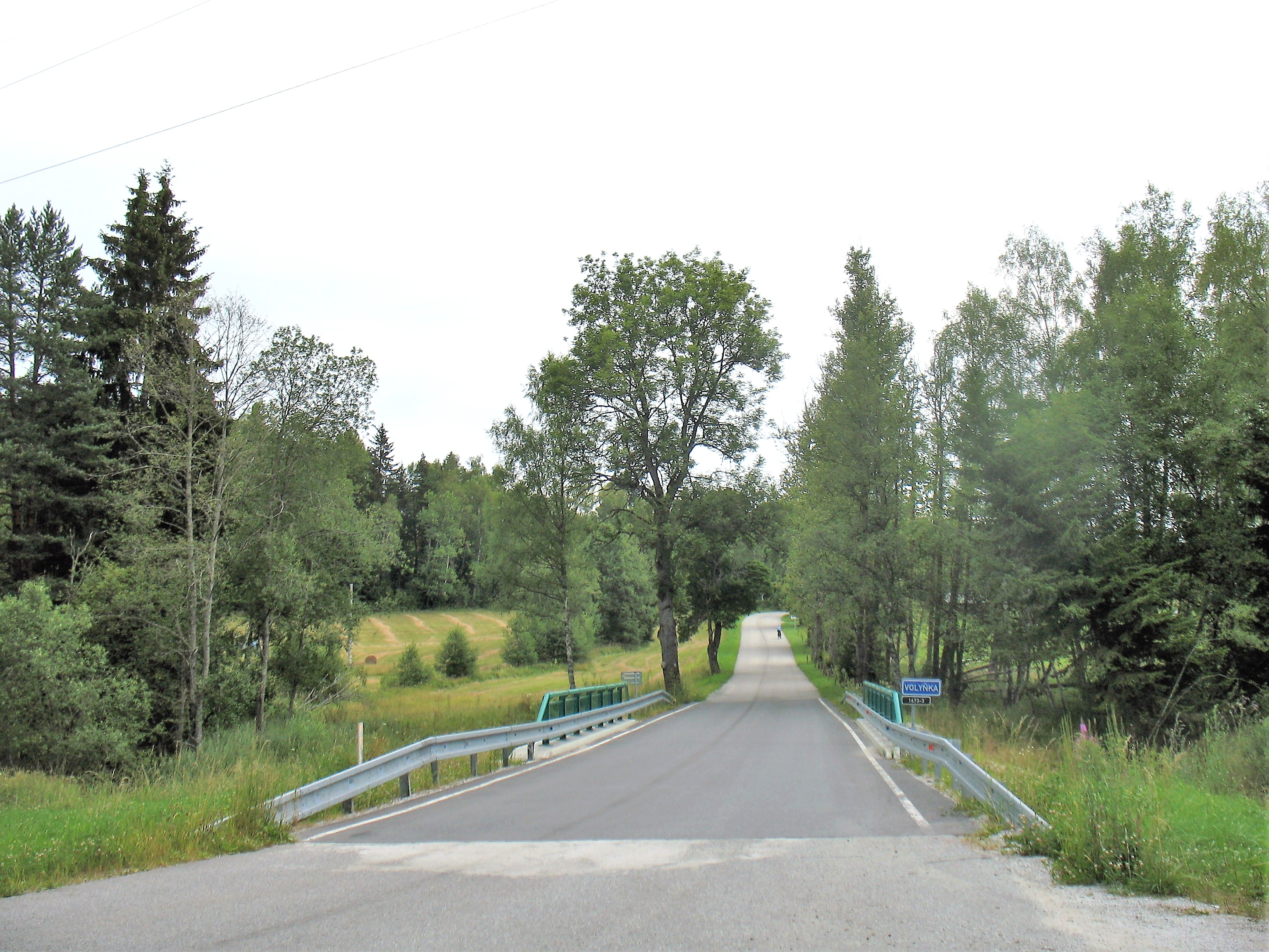
Most přes Volyňku severně od rýžoviště
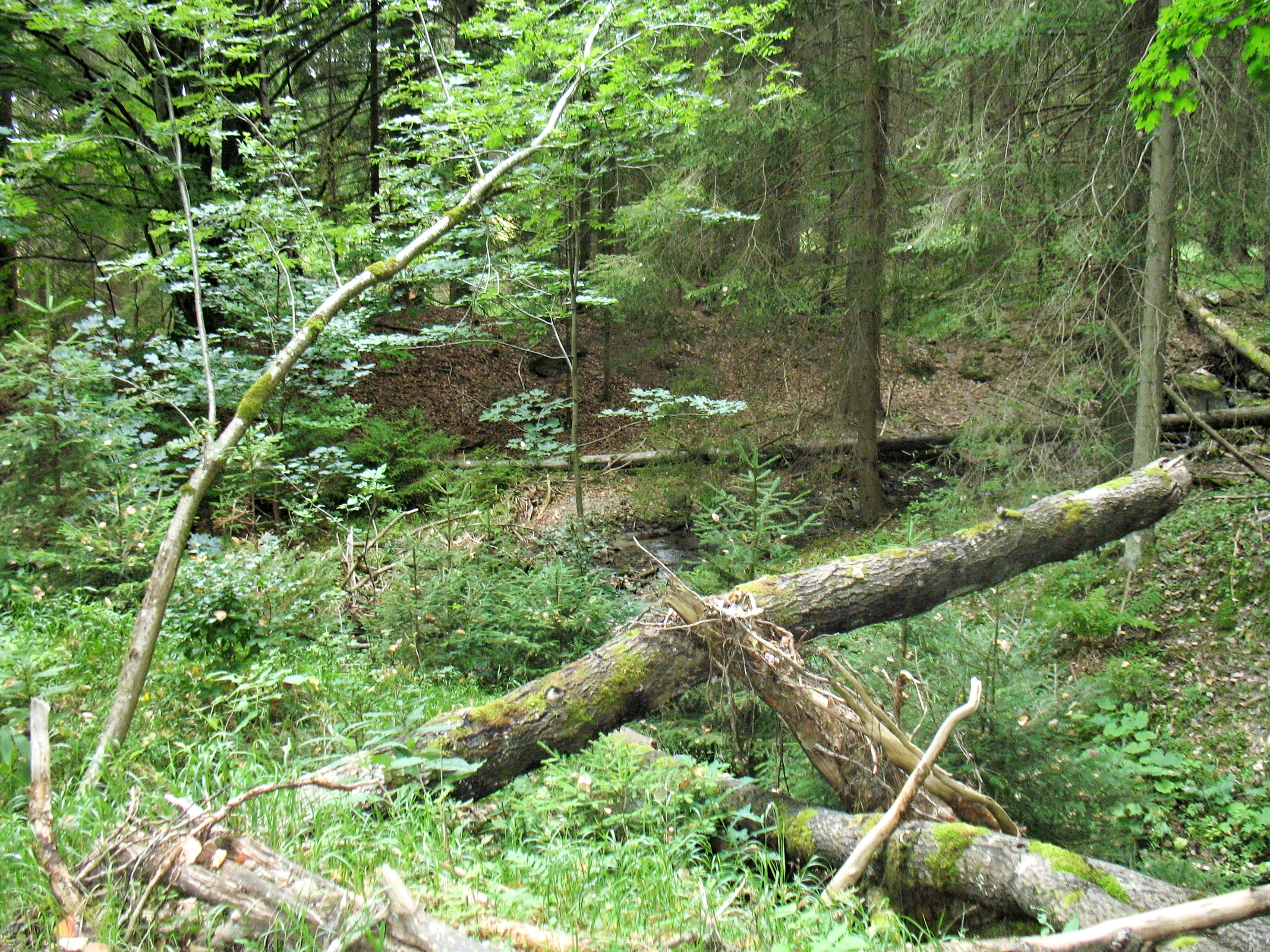
Lokalita u soutoku Volyňky a jejího přítoku
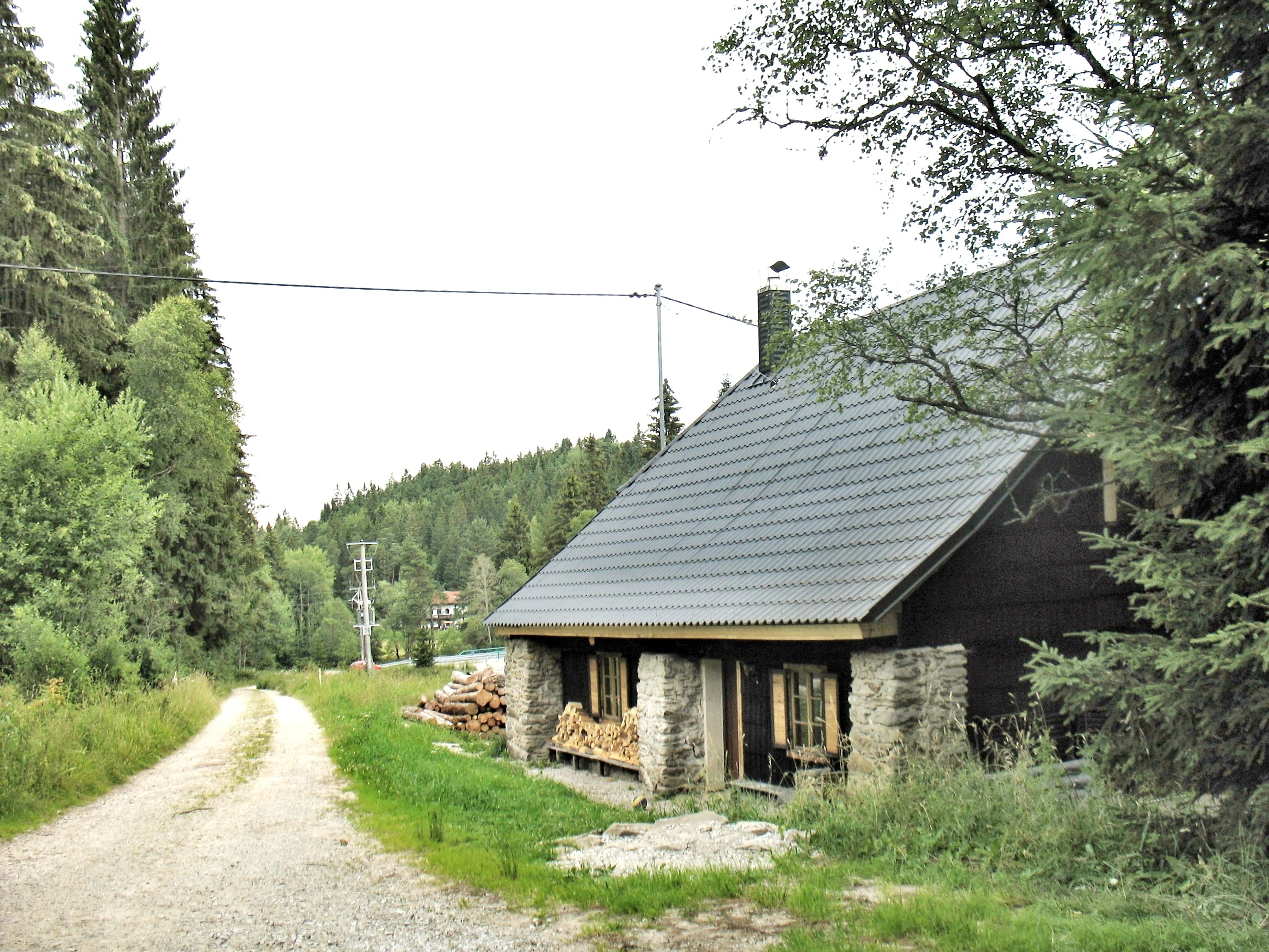
Dům poblíž archeologické lokality